# Silvan Widmer
Silvan Widmer (Aarau, 1993. március 5. –) svájci válogatott labdarúgó, a német Mainz 05 hátvédje.

## Statisztikái

### Klubcsapatokban
2021. május 23-án frissítve.
| Klub             | Szezon           | Liga                | Liga  | Liga | Nemzeti kupa | Nemzeti kupa | Nemzetközi kupa | Nemzetközi kupa | Egyéb | Egyéb | Összesen | Összesen |
| Klub             | Szezon           | Bajnokság           | Mérk. | Gól  | Mérk.        | Gól          | Mérk.           | Gól             | Mérk. | Gól   | Mérk.    | Gól      |
| ---------------- | ---------------- | ------------------- | ----- | ---- | ------------ | ------------ | --------------- | --------------- | ----- | ----- | -------- | -------- |
| Aarau            | 2011–12          | Challenge League    | 31    | 3    | 2            | 0            | —               | —               | —     | —     | 33       | 3        |
| Aarau            | 2010–11          | Challenge League    | 34    | 8    | 3            | 0            | —               | —               | —     | —     | 37       | 8        |
| Összesen         | Összesen         | Összesen            | 65    | 11   | 5            | 0            | —               | —               | —     | —     | 70       | 11       |
| Udinese          | 2013–14          | Serie A             | 16    | 0    | 4            | 0            | 1               | 0               | —     | —     | 21       | 0        |
| Udinese          | 2014–15          | Serie A             | 36    | 2    | 2            | 0            | —               | —               | —     | —     | 38       | 2        |
| Udinese          | 2015–16          | Serie A             | 27    | 0    | 1            | 0            | —               | —               | —     | —     | 28       | 0        |
| Udinese          | 2016–17          | Serie A             | 28    | 0    | 1            | 0            | —               | —               | —     | —     | 29       | 0        |
| Udinese          | 2017–18          | Serie A             | 24    | 3    | 2            | 0            | —               | —               | —     | —     | 26       | 3        |
| Összesen         | Összesen         | Összesen            | 131   | 5    | 10           | 0            | 1               | 0               | —     | —     | 142      | 5        |
| Basel            | 2018–19          | Svájci Super League | 31    | 1    | 5            | 1            | 5               | 0               | —     | —     | 41       | 2        |
| Basel            | 2019–20          | Svájci Super League | 32    | 2    | 4            | 2            | 14              | 2               | —     | —     | 50       | 6        |
| Basel            | 2020–21          | Svájci Super League | 22    | 0    | 1            | 0            | 3               | 1               | —     | —     | 26       | 1        |
| Összesen         | Összesen         | Összesen            | 85    | 3    | 10           | 3            | 22              | 1               | —     | —     | 117      | 9        |
| Karrier összesen | Karrier összesen | Karrier összesen    | 291   | 19   | 25           | 3            | 23              | 3               | —     | —     | 339      | 25       |

### A válogatottban
| Válogatott | Év       | Pályára lépés | Gól |
| ---------- | -------- | ------------- | --- |
| Svájc      | 2014     | 1             | 0   |
| Svájc      | 2015     | 4             | 0   |
| Svájc      | 2016     | 3             | 0   |
| Svájc      | 2017     | 1             | 0   |
| Svájc      | 2020     | 4             | 1   |
| Svájc      | 2021     | 14            | 1   |
| Svájc      | 2022     | 10            | 0   |
| Svájc      | 2023     | 2             | 1   |
| Összesen   | Összesen | 39            | 3   |

#### Góljai a válogatottban
| # | Időpont             | Helyszín                            | Ellenfél    | Gólok | Eredmény | Kiírás                                     |
| - | ------------------- | ----------------------------------- | ----------- | ----- | -------- | ------------------------------------------ |
| 1 | 2020. szeptember 6. | St. Jakob-Park, Bázel, Svájc        | Németország | 1–1   | 1–1      | 2020–2021-es UEFA Nemzetek Ligája (A liga) |
| 2 | 2021. november 12.  | Olimpiai Stadion, Róma, Olaszország | Olaszország | 1–0   | 1–1      | 2022-es VB-selejtező                       |
| 3 | 2023. március 28.   | Stade de Genève, Genf, Svájc        | Izrael      | 3–0   | 3–0      | 2024-es EB-selejtező                       |

## Sikerei, díjai

### Klubcsapatokban
Basel
- Svájci kupa 1: 2018–19